# مارك دوناتو
مارك دوناتو هو ممثل كندي، ولد في 25 يناير 1989 بتورونتو في كندا.

## أعمال

### أفلام
- (2000) إسداء الخدمات[4]
- (2010) ذا فاينال

## وصلات خارجية
- مارك دوناتو على موقع IMDb (الإنجليزية)
- مارك دوناتو على موقع ألو سيني (الفرنسية)
- مارك دوناتو على موقع أول موفي (الإنجليزية)
- مارك دوناتو على موقع قاعدة بيانات الأفلام السويدية (السويدية)
- مارك دوناتو على موقع قاعدة بيانات الفيلم (الإنجليزية)
- مارك دوناتو على موقع كينوبويسك (الروسية)